# Кефалия
Кефалия – от Кефал (на гръцки: κεφαλή, „глава“) е не толкова средновековен титул, а разговорно наложило са наименование на местен главатар на Балканите и по-точно във Втората българска държава, Кралство Расция и Византия – през втората половина на 13 век. Продължава да се употребява до самия край на 14 век. 
Кефалията бил късносредновековния правоприемник на дука, но не само във военно, ами и в гражданско ръководно качество. В историческите източници от 13-14 век се срещат също така и наименованията катепаникион и кефалатикион, т.е. нещо като капитан на кастрон — „крепост“ с близките селища, чието население при опасност било приютявано в укреплението.
Титулът просъществува до края на 14 век, когато обичайно апанажите започнали да бъдат предоставяни от държавния глава на деспоти.